# Juliette Armanet
Juliette Armanet (Rijsel, 4 maart 1984) is een Franse zangeres, liedschrijfster en actrice. 
Ze groeit op in Villeneuve-d'Ascq en woont ook een poos in de buurt van Parijs. Tijdens haar jeugd luistert ze veel naar Alain Souchon, Barbara en Alain Bashung. Ze studeert letteren en theater. Na haar studie werkt ze enige jaren als journaliste. In die tijd maakt ze onder andere documentaires voor de cultuurzenders Arte en France Culture. 
In april 2017 brengt ze haar debuutalbum Petite Amie uit, dat door de kritiek lovend wordt ontvangen. In februari 2018 wordt het album zelfs bekroond bij de Victoires de la musique in de categorie voor beste debuutalbum (Album révélation de l'année). In 2021 brengt ze het album Brûler le feu uit. In 2022 wordt ze drie keer genomineerd bij de Victoires de la Musique, maar wint in geen enkele categorie.
Op 13 mei 2025 maakte ze haar acteerdebuut in de Franse film Partir un jour die in première ging als openingsfilm van het Filmfestival van Cannes.